# Bertrand Tavernier
Bertrand Tavernier (25. dubna 1941 Lyon – 25. března 2021) byl francouzský filmový režisér, scenárista a producent.

## Život
Vystudoval práva. V roce 1968 sympatizoval s revolučním hnutím a měl blízko k trockistům. Jeho radikální levicové zaměření je cítit ještě z některých jeho raných filmů pojednávajících o střetu mocenské mašinérie a individua.
U filmu začal jako příležitostný herec a asistent režiséra Jeana Pierra Melvilla. Jeho vlastním režijním celovečerním debutem byl Hodinář od sv. Pavla z roku 1974, kriminálka s Philippem Noiretem a Jeanem Rochefortem v hlavních rolích, na motivy románu George Simenona (nikoli ovšem ze série s komisařem Maigretem). Snímek získal Stříbrného medvěda na festivalu v Berlíně. I ve druhém snímku, historickém dramatu Ať začne slavnost... (1975) Tavernier vsadil na dvojici Noiret-Rochefort a opět úspěšně. Film získal francouzskou filmovou cenu César v kategorii režie a scénář. Césara za scénář získalo rok poté i kriminální drama, inspirované skutečným případem z konce 19. století, Soudce a vrah, v němž v hlavní roli znovu nechyběl režisérův oblíbený Philipp Noiret, jemuž v roli neprávem obviněného tuláka tentokrát oponoval Michel Galabru. Následující komorní drama Des enfants gâtés však šňůru úspěchů neprodloužilo, snímek neměl ohlas ani u diváků, ani u kritiky, a Tavernier si dal tříletou režisérskou pauzu.
Vrátil se roku 1980 hned dvěma filmy. Une semaine de vacances je znovu komorním psychologickým dramatem, avšak jako průkopnický bývá označován (hlavně zpětně) snímek Smrt v přímém přenosu s Romy Schneider v hlavní roli. Šlo o sci-fi drama, v němž je zkoumána slídilská touha moderních médií. Krutá analýza vztahu zbabělosti a násilí Čistka, jež se stala opět hereckým koncertem Philippa Noireta, Tavernierovi vynesla první a poslední nominaci na Oscara za nejlepší neanglicky mluvený film.
Poté se Tavernier nějaký čas věnoval dokumentům, aby se na „velké plátno“ vrátil lyrickým, „impresionistickým“ dramatem z konce 19. století Neděle na venkově, jež se nakonec stalo jedním z jeho nejoceňovanějších filmů. Pomalé „evropské“ tempo nezabránilo nominaci na americký Zlatý globus a britskou cenu BAFTA, ani ceně newyorských a bostonských filmových kritiků. Z Cannes si Tavernier přivezl cenu za nejlepší režii. Césara snímek získal za nejlepší literární adaptaci (zpracovával román Pierra Bosta). Jazzové hudební drama Kolem půlnoci přineslo ocenění zejména pro saxofonistu Dextera Gordona, který ztvárnil hlavní roli, za niž byl nominován na Oscara i na Zlatý glóbus (snímek vznikl v americké koprodukci). Skladatel Herbie Hancock pak získal Oscara za hudbu. Sám režisér si odnesl jen jednu z vedlejších cen na festivalu v Benátkách. Vrcholná etapa Tavernierovy tvorby je pak ukončena válečným dramatem Život a nic jiného z roku 1989, kde režisér nechal znovu excelovat svého dvorního herce Philippa Noireta. Film si odnesl cenu BAFTA za nejlepší neanglicky mluvený film a zvláštní cenu poroty na Evropských filmových cenách.
90. léta bývají označována v Tavernierově tvorbě za „pozdní“. I v nich ovšem natočil několik oceňovaných filmů. Ke kořenům se vrátil v kriminálce Volavka z roku 1995, za niž si odnesl Zlatého medvěda z Berlína. Za válečné drama Kapitán Conan získal Césara za nejlepší režii. V roce 1999 se angažovaně pustil do sociálního dramatu ze současnosti Vše začíná dnes.
O nejasné hranici kolaborace v okupované Francii za druhé světové války pojednává drama Propustka z roku 2002. V roce 2009 natočil svůj první ryze americký film, gangsterku V elektrizující mlze, s Tommy Lee Jonesem v hlavní roli. S velkým plátnem se prozatím Tavernier rozloučil ironickým pohledem na svět politiky a diplomacie, snímkem Zamini (2013). Vůbec poprvé a na samém sklonku kariéry tak natočil klasickou komedii.